# Młyn w Strykowie
Młyn w Strykowie – młyn elektryczny wybudowany ok. 1921 r. w centrum Strykowa, w powiecie zgierskim, w województwie łódzkim.

## Historia
W okresie międzywojennym, około 1921 r. rozpoczęto budowę młyna motorowego w Strykowie, która trwała kilka lat. Pierwotnie był to budynek dwupiętrowy, częściowo murowany (parter i pierwsze piętro) a częściowo drewniany (drugie piętro), z dachem dwuspadowym krytym papą. Młyn ulegał kilkukrotnym przebudowom, w wyniku którym stał się budynkiem dwupiętrowym z nadbudówką i kilkoma przylegającymi przybudówkami, w całości murowanym z cegły. W okresie międzywojennym posiadał 4-6 par walców, perlak i urządzenia czyszczące. Był poruszany  silnikiem elektrycznym. Jego moc przemiałowa w tym okresie wynosiła ok. 10-12 t zboża na dobę. Był to młyn typu handlowo-przemysłowego, produkujący mąkę na użytek łódzkich piekarń. W okresie II wojny światowej był z krótkimi przestojami czynny i działał pod zarządem niemieckim. W okresie PRL został upaństwowiony i działał pod zarządem Gminnej Spółdzielni "Samopomoc Chłopska" w Strykowie. Jego moc przemiałowa w tym okresie wynosiła ok. 25 t zboża na dobę. W 2025 r. jest czynny i stanowi własność prywatną.